# 相馬共同火力発電
相馬共同火力発電株式会社（そうまきょうどうかりょくはつでん、英: Soma Kyodo Power Company,Ltd.）は、福島県相馬市に本社を置く卸電気事業者。東北電力と東京電力の折半出資により設立された。福島県相馬郡新地町に石炭火力発電所を有し、東北・東京両電力会社に電力の卸供給を行う。

## 沿革
- 1981年6月 - 相馬共同火力発電株式会社設立。
- 1994年7月 - 新地発電所1号機営業運転開始。
- 1995年7月 - 2号機営業運転開始。